# Байшегірський сільський округ
Байшегі́рський сільський округ (каз. Бәйшегір ауылдық округі, рос. Байшегирский сельский округ) — адміністративна одиниця у складі Каратальського району Жетисуської області Казахстану. Адміністративний центр — село Акжар.
Населення — 1108 осіб (2021; 1212 у 2009, 1525 у 1999, 1913 у 1989).
Станом на 1989 рік існували Алмалинська сільська рада (села Алмали, Дончі, Сараталагаш) та Канбактинська сільська рада (села Акжар, Акійик, Звіроферма). До 2018 року округ називався Канбактинським. Село Акіик ліквідовано 2010 року.

## Склад
До складу округу входять такі населені пункти:
| Населений пункт   | Населення, осіб (1989) | Населення, осіб (1999) | Населення, осіб (2009) | Населення, осіб (2021) |
| ----------------- | ---------------------- | ---------------------- | ---------------------- | ---------------------- |
| Акжар, село       | 580                    | 446                    | 212                    | 186                    |
| Алмали, село      | 708                    | 605                    | 577                    | 669                    |
| --Акіик, село     | 99                     | 142                    | 150                    | -                      |
| Дойинши, село     | 278                    | 332                    | 273                    | 253                    |
| Звіроферма, село  | 191                    | -                      | -                      |                        |
| Сараталагаш, село | 57                     | -                      | -                      |                        |